# Klemen Grošelj
Klemen Grošelj (ur. 8 marca 1976 w Kranju) – słoweński polityk, nauczyciel akademicki, urzędnik państwowy, specjalista w zakresie nauk o obronności, w latach 2018–2019 sekretarz stanu w ministerstwie obrony, poseł do Parlamentu Europejskiego IX kadencji.

## Życiorys
Absolwent nauk o obronności na wydziale nauk społecznych Uniwersytetu Lublańskiego (2000). W 2004 uzyskał w tej dziedzinie magisterium, zaś w 2007 doktoryzował się na macierzystej uczelni. W 2002 został nauczycielem akademickim na Uniwersytecie Lublańskim.
Był działaczem partii Zares. Wchodził w skład kierownictwa Pošta Slovenije oraz przedsiębiorstwa energetycznego Geoplin. W 2011 pełnił funkcję doradcy ministra gospodarki i dyrektora jego gabinetu. Później pracował m.in. w słoweńskim urzędzie do spraw własności intelektualnej (URSIL).
Związał się później z ugrupowaniem Lista Marjana Šarca. We wrześniu 2018 powołany na stanowisko sekretarza stanu w ministerstwie obrony. W 2019 został wybrany na eurodeputowanego IX kadencji.